# Trompa wagneriana

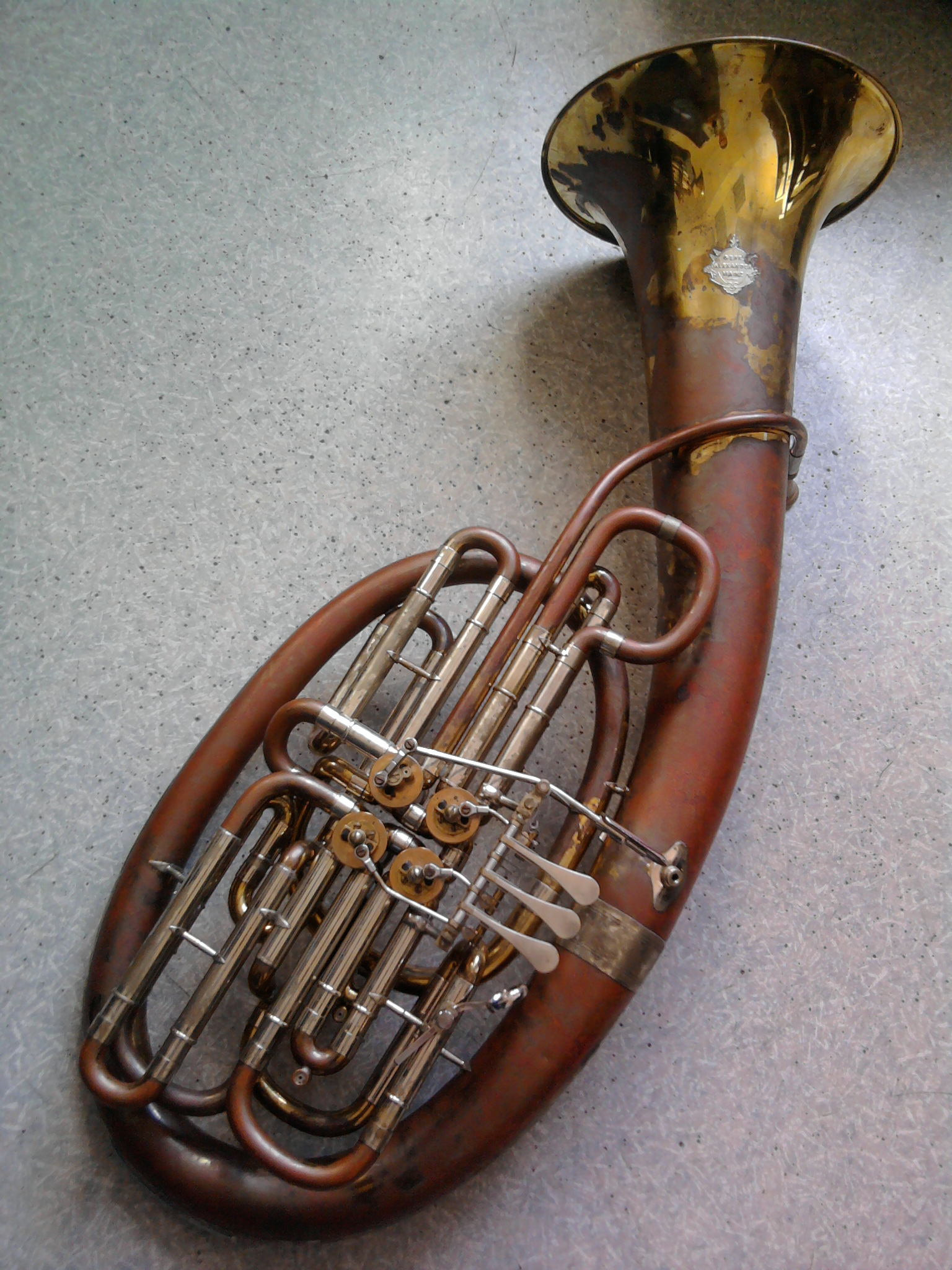
A model 110 double Wagner tuba in F/Bb, built by Gebr. Alexander Mainz. Rhein. Musikinstrumentenfabrik GmbH (Mainz, Germany).

A trompa wagneriana é um instrumento musical de sopro, do grupo dos metais, que combina elementos tanto da trompa quanto da tuba. Foi inicialmente criado para o ciclo O Anel do Nibelungo de Wagner. Desde então, outros compositores escreveram para ela, incluindo Anton Bruckner, Arnold Schoenberg, Richard Strauss, Igor Stravinsky, Béla Bartók, Edgard Varèse, Felix Draeseke, Ragnar Søderlind, Elisabeth Luytens e Stephen Caudel.
Wagner foi inspirado a criar este instrumento após uma breve visita a Paris em 1853, quando ele visitou a loja de Adolphe Sax, o inventor do saxofone. Wagner queria um instrumento capaz de entoar o motivo do Valhala de um modo sombrio como o trombone, mas de uma maneira menos incisiva como uma trompa. Nos seus trabalhos de orquestração, Wagner se ressentiu de que não havia um instrumento intermediário entre as trompas e o trombone, assim como entre as cordas existe a viola, que fica a meio termo entre o violino e o violoncelo; daí foi inventada a trompa wagneriana.
A trompa wagneriana existe normalmente em dois tamanhos, tenor em si bemol e baixo em fá.